# Cinéfilms
 (août 2016).
Si vous disposez d'ouvrages ou d'articles de référence ou si vous connaissez des sites web de qualité traitant du thème abordé ici, merci de compléter l'article en donnant les références utiles à sa vérifiabilité et en les liant à la section « Notes et références ».
Cinéfilms est une émission de radio, diffusée chaque semaine sur France Inter, de 1978 à 2006.

## Histoire
Créée en 1978 sous le nom Les étoiles de France Inter, elle est rebaptisée Les étoiles du cinéma de 1982 à 1995, avant de se voir attribuer son titre final de Cinéfilms, qu'elle porte de 1996 à 2006.
L'émission a, au fil des ans, occupé plusieurs créneaux horaires, en général le samedi. André Asseo en a assuré la direction pendant toute la durée de l'aventure, avec Jean-Claude Loiseau puis avec Laurent Delmas.
Les présentateurs y commentaient les succès cinématographiques et les chiffres de la semaine. L’émission était ponctuée de nombreuses interviews avec des metteurs en scène. Elle est signalée dans la presse internationale, en général à l'occasion du festival de Cannes.